# T-35
De T-35 was een zware Russische tank gebouwd van 1933 tot 1939.

## Ontwikkelingsgeschiedenis
In december 1930 werd het plan opgesteld om in het kader van de mechanisering van het Rode Leger ook een zware doorbraaktank te ontwikkelen, de T-30. Dit project kwam echter nauwelijks van de grond. Tegelijkertijd had men de Duitse ingenieur Edward Grote in Leningrad de TG-1 laten ontwikkelen, een zeer futuristische zware tank. Dit ontwerp was veel te hoog gegrepen, maar na het vertrek van de Duitsers in 1931 gaf men het AVO-5 bureau opdracht op basis van de opgedane ervaringen de T-35 te ontwikkelen.
Op 20 augustus 1931 werd het eerste prototype voltooid, de T-35-1. Het voertuig leek erg op de Britse A1E1 Independent. Het was een zeer langwerpige tank om loopgraven te kunnen overwinnen. De tank had vijf koepels, twee daarvan uitgerust met 45 mm antitankkanonnen en twee met 7,62 mm DT machinegeweren. De grootste koepel bevatte een dummy van de P-3 houwitser, later vervangen door het 76,2 mm KT-28 kanon. Nog eens vier machinegeweren werden in de romp gemonteerd. Het is onduidelijk of de gelijkenis met de Britse tank een opzettelijke poging tot imitatie was, wellicht gebaseerd op nauwkeurige door spionage verworven inlichtingen, of een toevallig gevolg van het toepassen van in die tijd modieuze ontwerpprincipes.
Het prototype bleek mechanisch onbetrouwbaar. In februari 1933 werd het werk begonnen aan een tweede, de T-35-2, die gereedkwam in april. Hierbij waren motor en transmissie vervangen. Beide prototypes werden op de 1 mei-parades van respectievelijk Leningrad en Moskou getoond onder de foutieve naam T-32.
Toen was echter al het werk begonnen aan een productieversie, de T-35A. In 1933 werd hij De overwinnaar van de T-32 genoemd omdat de tank grotendeels op de "T-32" gebaseerd was. De koepels werden echter alle van een ander type; de hoofdkoepel was nu niet meer halfbolvormig maar cilindrisch; de 37 mm kanonnen werden vervangen door 45 mm kanonnen. Het eerste exemplaar werd afgeleverd op 1 november 1933 en getoond op de 1 mei-parade van 1934. Dat jaar werden er tien geproduceerd; de totale productie was 61: met nog eens zeven in 1935, vijftien in 1936, tien in 1937, elf in 1938 en zes in 1939. Eind 1938 werd begonnen met het toepassen van kegelvormige torens; vijf zijn er zo gebouwd. Deze versie wordt wel de T-35 model 1938 genoemd, maar dat is geen naam uit de periode zelf. Een plan uit 1933 om ook een T-35B te bouwen, een type met een verbeterde motor, is nooit uitgevoerd.

## Operationele Geschiedenis
De tanks werden in dienst genomen bij het 5e Zware Tankregiment, dat op 12 december werd omgezet in de 5e Zware Tankbrigade. De eenheid werd vooral gebruikt bij parades. Eind jaren dertig beschouwde men het type al als volslagen verouderd en te zwak gepantserd voor moderne oorlogsvoering. Het werd overwogen ze om te bouwen tot gemechaniseerde artillerie maar dat plan verwierp men weer. Anders dan veel boeken vermelden zijn de tanks niet ingezet tijdens de Finse Winteroorlog (1939-1940).
Tegen het begin van de Tweede Wereldoorlog waren er nog 48 voertuigen in dienst bij het 67e en 68e regiment van de 34e Tankdivisie die deel uitmaakte van het 8e Gemechaniseerde Korps te Kiev. Ze werden nog in het beginfase van de oorlog gebruikt, tot de winter van 1941/42. De meeste tanks gingen niet op het slagveld verloren, maar wegens technische mankementen. Vele machines werden ook tijdens snelle opmars van de Duitsers door hun eigen bemanningen vernietigd of onbruikbaar gemaakt, opdat de Duitsers deze tanks niet zouden kunnen gebruiken. De laatste zijn ingezet bij de verdediging van Moskou. Helemaal op het einde van de oorlog, in april 1945, werd een door de Duitsers buitgemaakt exemplaar uit een museum gehaald en ingezet bij de verdediging van Berlijn, tegen de Sovjets.
De enige overgebleven T-35 staat in het Koebinka Tankmuseum buiten Moskou.